# Fanø kommun
Fanø kommun (danska: Fanø Kommune) är en kommun i Region Syddanmark i västra Danmark. Kommunen omfattar ön Fanø och ligger utanför Jyllands nordsjökust, nära Esbjerg. De stora sandstränderna gör turismen, med cirka 30 000 besökare varje sommar, till en viktig faktor i kommunens ekonomi.
Kommunens centralort är tätorten Nordby, som har färjeförbindelse med staden Esbjerg. Andra större orter på ön är Sønderho, Rindby och Fanø Vesterhavsbad.

## Tätorter
I Fanø kommun finns två tätorter:
- Nordby (centralort)
- Sønderho

## Socknar
Inom Danska folkkyrkan motsvaras Fanø kommun av Fanø socken i Skads prosteri i Ribe stift. Tidigare var kommunen indelad i två socknar:
| 1. Nordby socken 2. Sønderho socken |

2019 slogs dessa två samman för att tillsammans bilda Fanø socken.

## Bilder

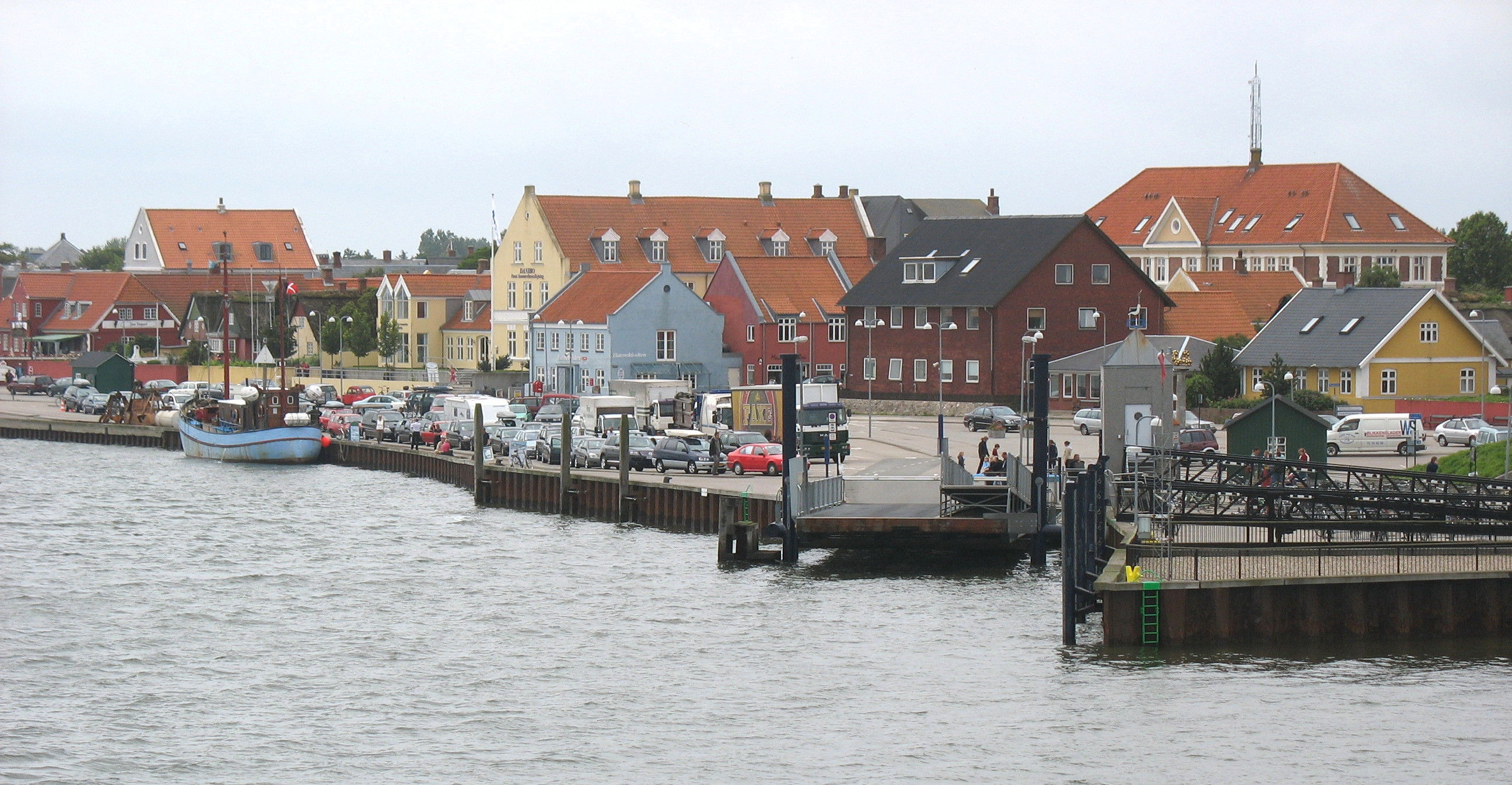
Hamnen i Nordby.
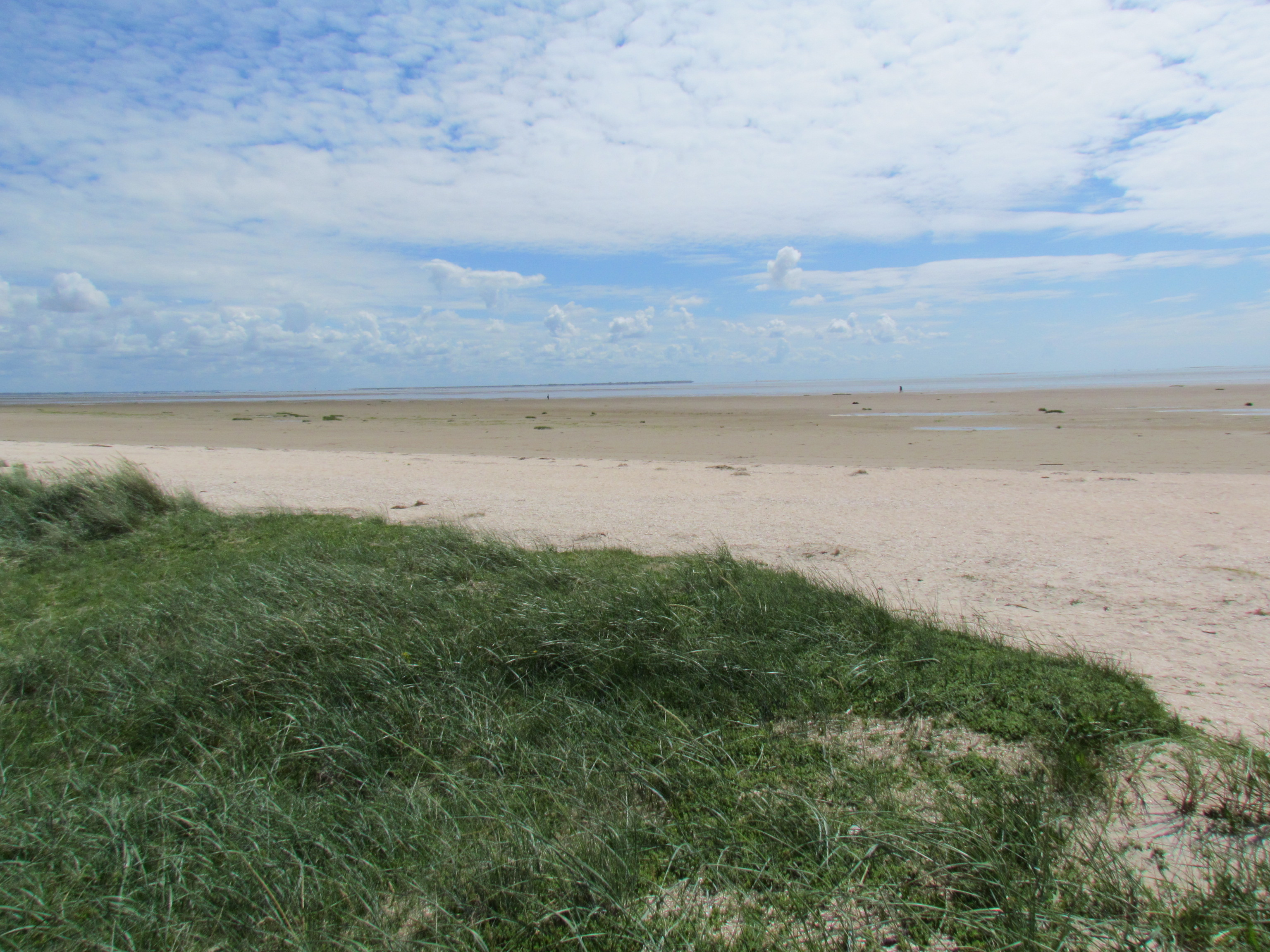
Strand på Fanø.
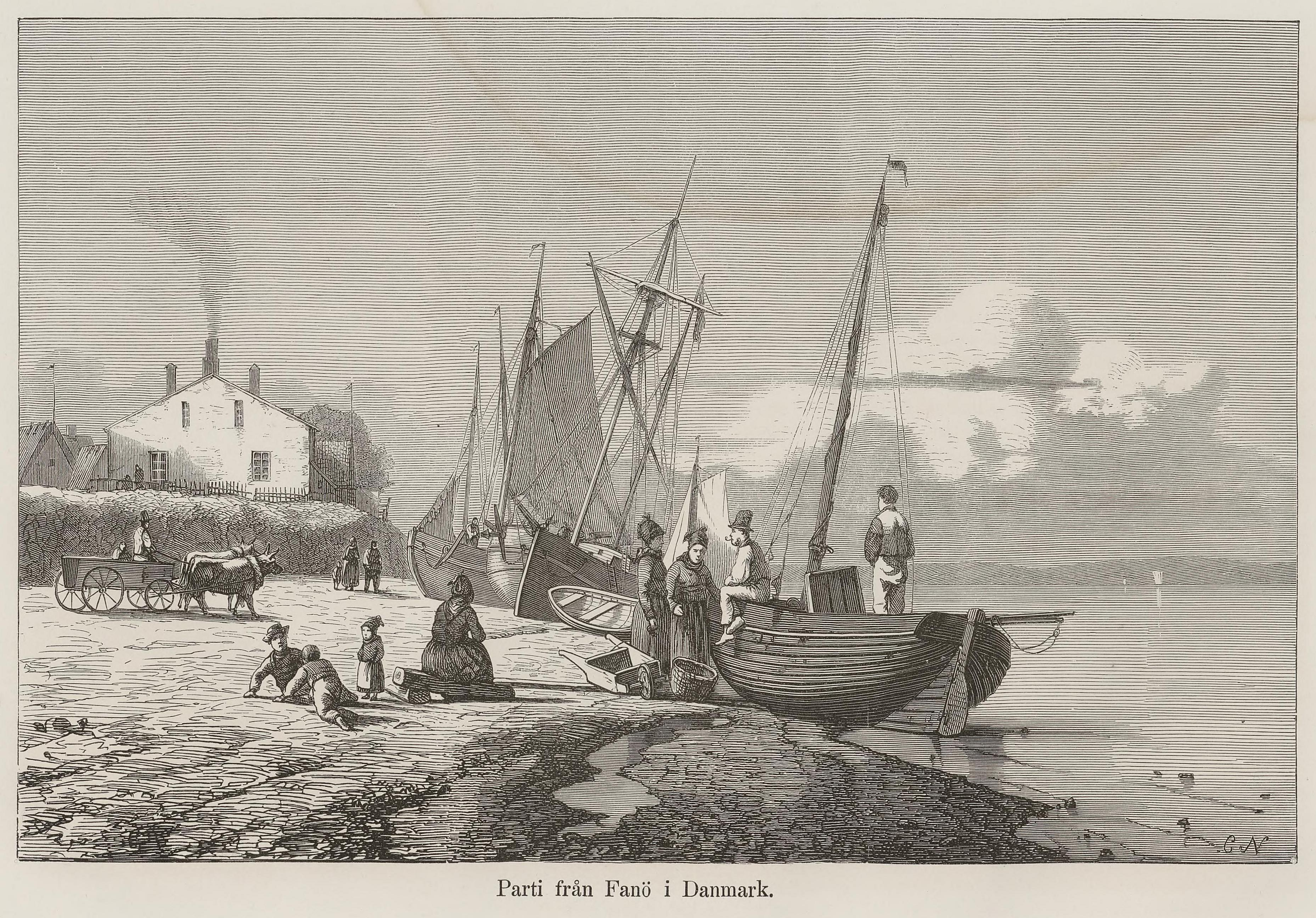
Fanø 1868, av Carl Neumann.